# Межгайлис, Вольдемар
Вольдемар Фридрихович Межгайлис (латыш. Voldemārs Mežgailis; 22 апреля 1912, Вилькене, Латвия — 1 июня 1998, Рига, Латвия) — латвийский шахматист.
Двукратный чемпион Латвийской ССР 1944 и 1950 гг. Бронзовый призер чемпионата Латвийской ССР 1947 г. Чемпион Латвии среди школьников 1927 г.
В составе сборной Латвии участник двух шахматных олимпиад. В 1936 г. на неофициальной олимпиаде в Мюнхене играл на 6 доске (+4 −5 =1). В 1937 г. в Стокгольме играл на 3 доске (+2 −6 =7). В 1938 г. возглавлял студенческую сборную Латвии.
По воспоминаниям А. Н. Кобленца, Межгайлис был "шахматистом тонкого позиционного стиля".
Во время войны сражался в рядах 43-й гвардейской стрелковой Латышской дивизии, был офицером артиллеристом. После войны работал преподавателем в Латвийской Сельскохозяйственной академии в Елгаве. Позже руководил лабораторией в одном из институтов АН Латвийской ССР.

## Спортивные результаты
| Год  | Город     | Соревнование                                                  | +  | − | =  | Результат | Место |
| ---- | --------- | ------------------------------------------------------------- | -- | - | -- | --------- | ----- |
| 1927 |           | Чемпионат Латвии среди школьников                             |    |   |    |           | 1     |
| 1934 | Рига      | Чемпионат Латвии                                              | 5  | 4 | 6  | 8 из 15   | 8     |
| 1936 | Мюнхен    | Неофициальная шахматная олимпиада (сборная Латвии, 6-я доска) | 4  | 5 | 1  | 4½ из 10  |       |
| 1937 | Рига      | Латвийский шахматный конгресс (группа 2)                      | 8  | 2 | 3  | 9½ из 13  | 2     |
|      | Стокгольм | VII Олимпиада (сборная Латвии, 3-я доска)                     | 2  | 6 | 7  | 5½ из 15  |       |
| 1938 | Тарту     | Балтийские студенческие игры (сборная Латвии, 1-я доска)      |    |   |    |           |       |
| 1944 | Удельная  | Турнир сильнейших латвийских шахматистов                      | 8  | 0 | 1  | 8½ из 9   | 1     |
| 1946 | Рига      | Чемпионат Латвийской ССР                                      | 7  | 5 | 5  | 9½ из 17  | 7     |
| 1947 | Рига      | Чемпионат Латвийской ССР                                      | 8  | 1 | 10 | 13 из 19  | 3—4   |
| 1950 | Рига      | Чемпионат Латвийской ССР                                      | 10 | 1 | 8  | 14 из 19  | 1     |
| 1951 | Москва    | Чемпионат ВС СССР                                             |    |   |    |           |       |